# Chaerephon gallagheri
Chaerephon gallagheri là một loài động vật có vú trong họ Dơi thò đuôi, bộ Dơi. Loài này được Harrison mô tả năm 1975.